# Charles Casali
Charles "Schärlu" Casali (27 de abril de 1923 - 8 de janeiro de 2014) foi um futebolista suíço que atuava como meia.

## Carreira
Charles Casali fez parte do elenco da Seleção Suíça de Futebol, na Copa do Mundo de 1954, em casa na Suíça.